# Spear of Destiny
Spear of Destiny – gra FPP wydana w 1992. Po sukcesie Wolfensteina 3D, id Software postanowiło stworzyć kolejną część przygód Williama „BJ-a” Blazkowicza. Obie gry wydano w tym samym roku, więc prawie nie różnią się pod względem technicznym. Spear of Destiny jest uważany za prequel Wolfensteina 3D, jednak ze względu na fabułę, jego akcja nie dzieje się przed wydarzeniami z Wolfensteina, ale pomiędzy jego drugim a trzecim epizodem.